# Sandrine Agricole

a Compétitions nationales et continentales officielles uniquement.

b Matchs officiels uniquement.
Sandrine Agricole, née le 13 mars 1980, est une joueuse internationale française de rugby à XV occupant le poste de demi d'ouverture ou de centre  au Stade rennais rugby, et en équipe de France de rugby à XV féminin. Elle met un terme à sa carrière en juillet 2014, à la fin de la Coupe du monde, et devient kinésithérapeute.

## Biographie

### Jeunesse
Elle découvre le rugby en 1991, alors qu'elle en cinquième au collège Victor Hugo à Noisy-le-Grand. Elle vit cette découverte comme un vrai coup de foudre. Vers 13 ans, elle intègre alors l'équipe des « Benjamins / Minimes » du club de rugby de Noisy-le-Grand.
Trois ans plus tard, elle rejoint le club de Villiers-sur-Marne. Elle a alors 16 ans, l'âge requis à cette époque pour pouvoir jouer en séniors féminines. Elle découvre alors le poste de trois-quart centre.
En 1998, elle assiste à Amsterdam avec son club à la Coupe du monde féminine de rugby à XV, à laquelle participe l'équipe de France. Elle se fixe alors l'objectif d'un jour jouer avec ce maillot bleu.

### Carrière
Elle quitte le club de Villiers-sur-Marne en 2000 pour se confronter au niveau supérieur. Elle signe à Gennevilliers, qui joue alors au plus haut niveau français, en Élite A.
Le samedi 15 février 2003, elle joue à Twickenham son 1er match international avec le maillot de l'équipe de France.
Recrutée par Yann Moison qui entraîne alors les féminines du Stade rennais rugby, elle part pour la Bretagne en 2004, à 24 ans. Le Stade rennais, alors en Élite B, a pour projet de monter en Élite A. Dès sa 1re saison à Rennes, le club monte en Élite A, après avoir battu Saint-Orens en demi-finale, et échoué en finale contre Montpellier.
Avec le Stade rennais rugby, elle devient vice-championne de France Élite B en 2005 contre Montpellier et vice-championne Élite A en 2006 et 2011.
En 2013, elle est titularisée pour la première fois au poste de demi d'ouverture de l'équipe de France à Twickenham. C'est le poste qu'elle a toujours voulu et qui constituait pour elle le « Graal » en équipe de France. Les Françaises battent les Anglaises chez elles. Elle se fixe à ce poste pour la suite de sa carrière internationale.
Au niveau international, elle porte au total 84 fois le maillot tricolore, et participe à 2 Coupes du monde de rugby à XV : en 2010 à Londres (terminant à la 4e place), et en 2014 à Paris (3e place). Elle participe également à une Coupe du monde de rugby à 7 (en 2009 à Dubaï). Elle réalise également 3 Grands Chelems dans le Tournoi des Six Nations (2004, 2005, 2014) et obtient un titre de Championne d'Europe en 2005.
En 2014, elle met un terme à sa carrière de joueuse à l'issue de la Coupe du monde.
En 2023, elle rechausse les crampons pour le Rugby Club Toulon Provence Méditerranée, club avec lequel elle évolue depuis, en Élite féminine 2. Elle joue son dernier match en compétition à l'issue de la saison, lors de la finale d'Élite 2 contre La Rochelle à Bourgoin-Jallieu (défaite 30 à 19).

### Reconversion

#### Kinésithérapeute
En 2010, à 30 ans, elle postule à l’école de kiné de Rennes, qu'elle intègre via le statut de Sportif de Haut Niveau.
Après sa retraite sportive, elle intègre un cabinet de kinésithérapeutes. Elle entame aussi une carrière d'entraîneur, et prend en charge les lignes arrières des féminines du Stade rennais rugby. En 2017, elle arrête d'exercer en cabinet et d'entraîner pour devenir kinésithérapeute de plusieurs équipes de rugby : le Rugby club vannetais en Pro D2, le Rennes Étudiants Club en Fédérale 2 et l'équipe de France à 7 moins de 18 ans. En janvier 2018, elle intègre également l'encadrement de l'équipe de France féminine de rugby à XV en tant que kiné.
En 2020, elle quitte ces différentes équipes pour rejoindre l'encadrement de l'équipe masculine du Rugby club toulonnais.

#### Consultante (2015-2017)
De 2015 à 2017, elle est aussi consultante pour France Télévisions. D'abord consultante au bord du terrain, elle commente son premier match le 25 janvier 2015 à l'occasion de la diffusion d'un match du Top 8, dans le cadre des "24 heures du sport féminin", en direct du Stade Sabathé de Montpellier, sur France 4. De 2015 à 2017, elle commente les matchs de l'équipe de France féminine dans le Tournoi des Six Nations aux côtés de Jean Abeilhou et Estelle Sartini sur France 4,. Pour la Coupe du monde féminine de rugby à XV 2017 diffusée sur France 2 et France 4 du 9 au 26 août, elle passe du bord de terrain aux commentaires aux côtés de Matthieu Lartot.

#### Élue à la FFR (2016-2019)
En novembre 2016, elle est membre de la liste menée par Pierre Camou, président sortant, pour intégrer le comité directeur de la Fédération française de rugby. Lors de l'élection du nouveau comité directeur, le 3 décembre 2016, la liste menée par Bernard Laporte obtient 52,6 % des voix, soit 29 sièges, contre 35,28 % des voix pour Pierre Camou (6 sièges) et 12,16 % pour Alain Doucet (2 sièges). Sandrine Agricole intègre le comité directeur mais c'est Bernard Laporte  qui est élu à la présidence de la fédération française de rugby. Elle ne siège pas au sein du comité directeur et en démissionne finalement en 2019.

#### Entraîneuse du RCT (2024)
En octobre 2024, elle remplace provisoirement l'entraîneur du Rugby club toulonnais, Pierre Mignoni, sur le banc de touche lors des matchs. Mignoni est suspendu six semaines après des incidents à la fin du match RCT-Clermont, le 6 octobre 2024, Il s'agit toutefois d'un changement purement administratif, étant la seule à être titulaire du diplôme DESJEPS requis par la LNR, au sein du staff actuel du RCT pour assurer ce rôle d'entraîneur. Ainsi, elle ne participe pas, dans les faits, aux entraînements de l'équipe. Mais ce faisant, elle devient la première femme entraîneuse en Top 14.

## Palmarès

### En club
- Finaliste d'Élite A en 2006 et 2011
- Finaliste d'Élite 2 en 2005

### En équipe nationale
- Tournoi des 6 Nations (France) 
  - Vainqueur (3) : 2004, 2005, 2014 (3 grand chelem)
- 82 sélections en équipe de France[2]
- Coupe du monde de rugby à XV :
  - 4e de la Coupe du monde de rugby féminin 2010
  - 3e de la Coupe du monde de rugby féminin 2014
- élue meilleure joueuse du match face à l’Australie pendant la coupe du monde 2014

## Galerie

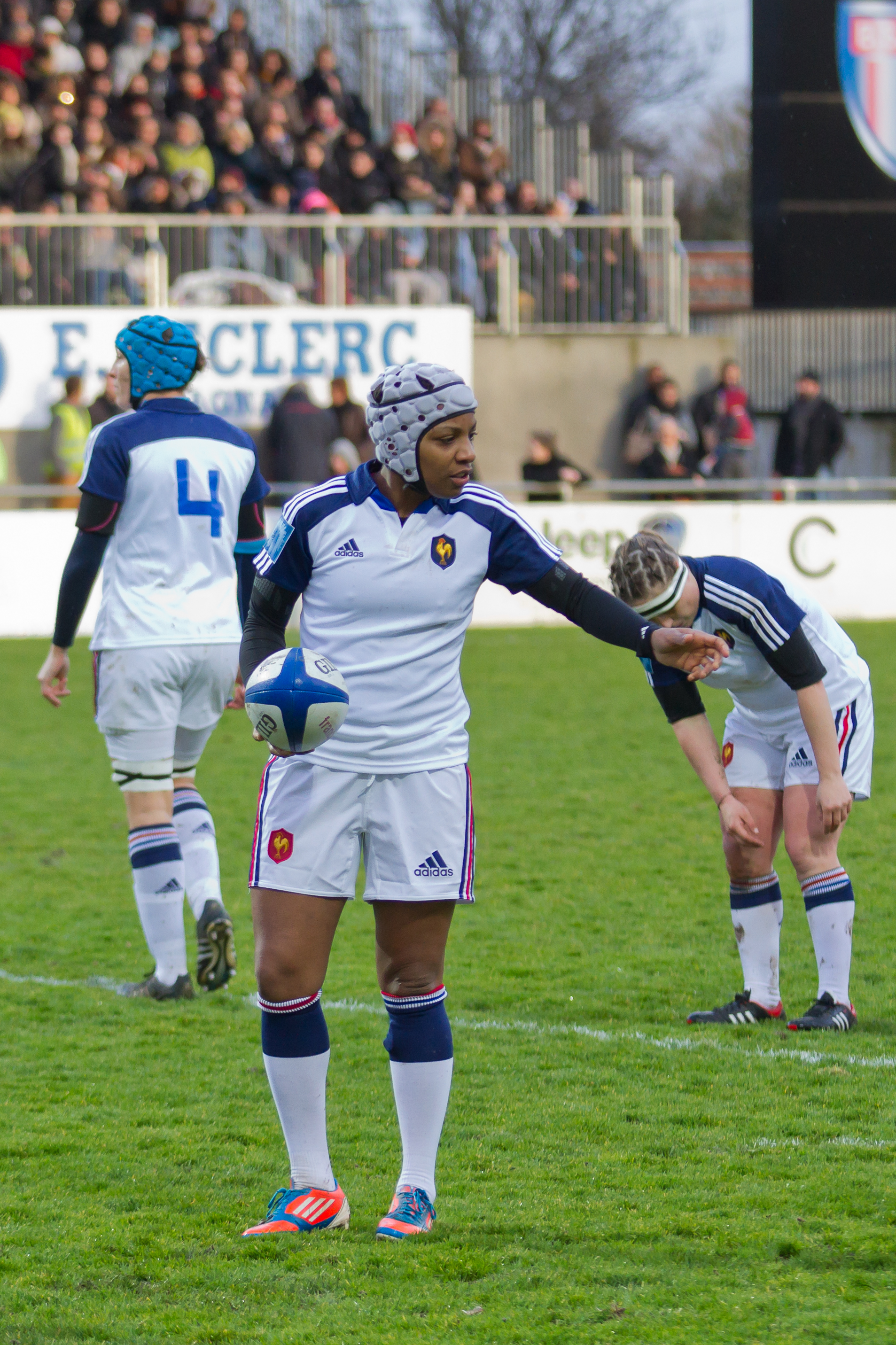
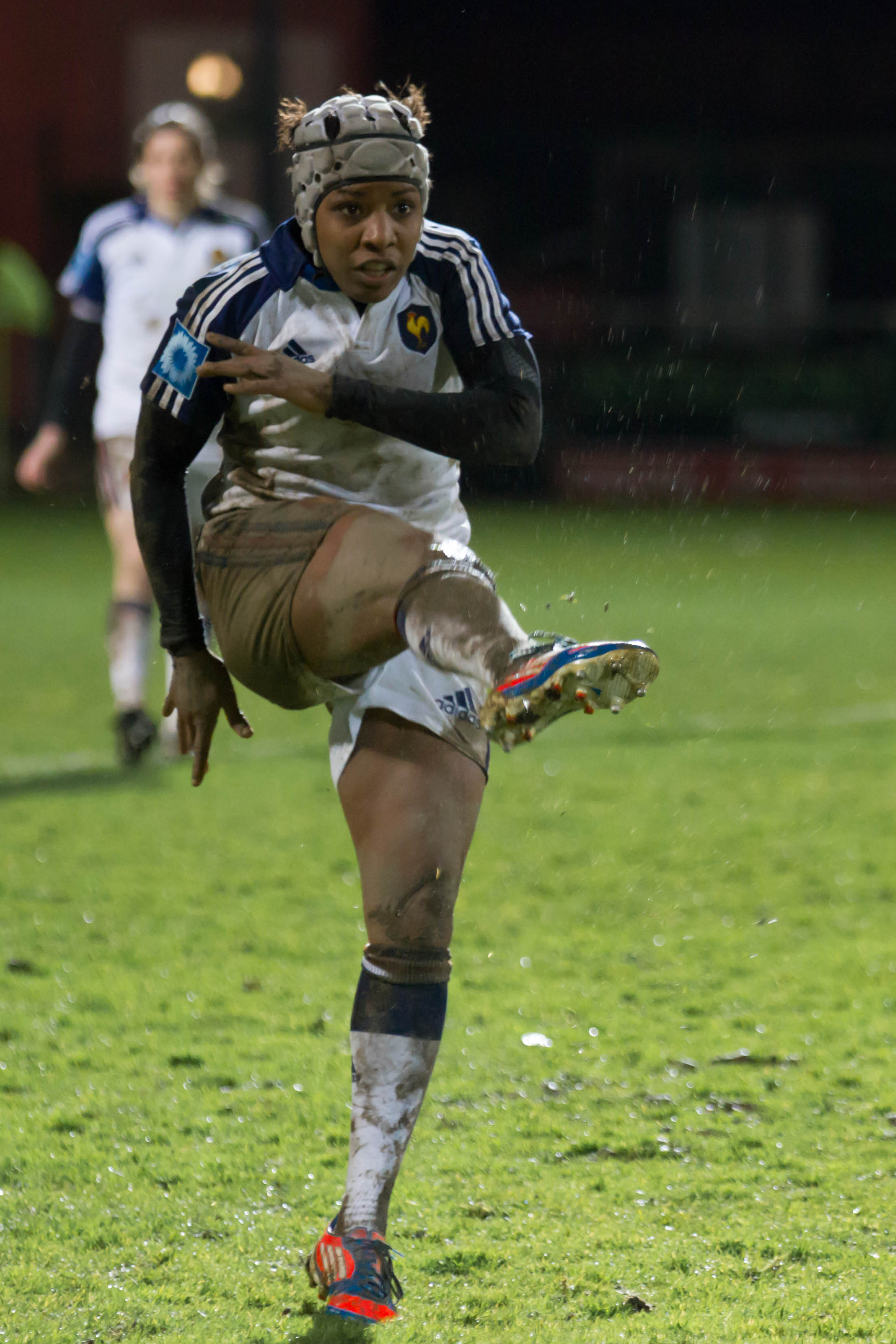
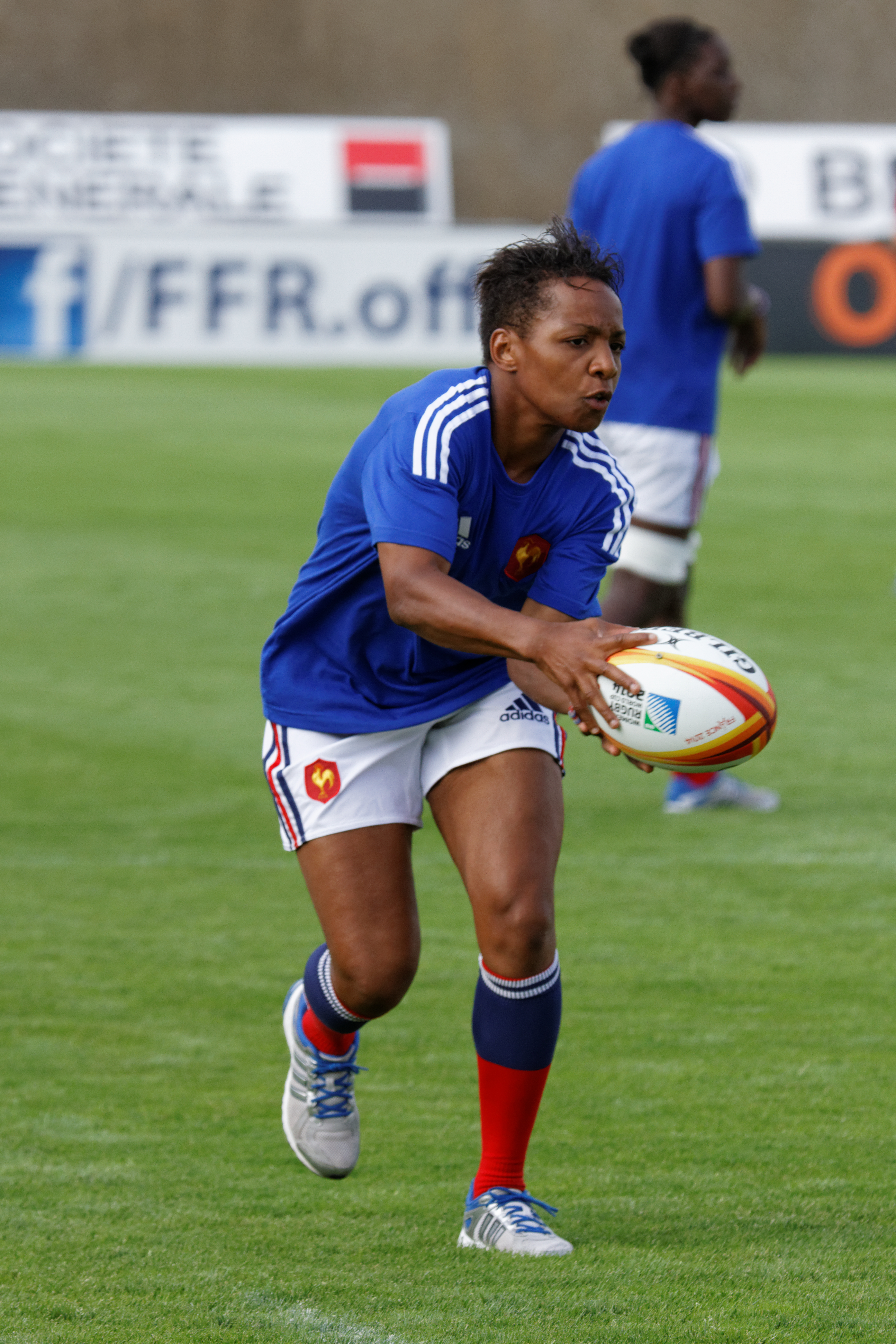
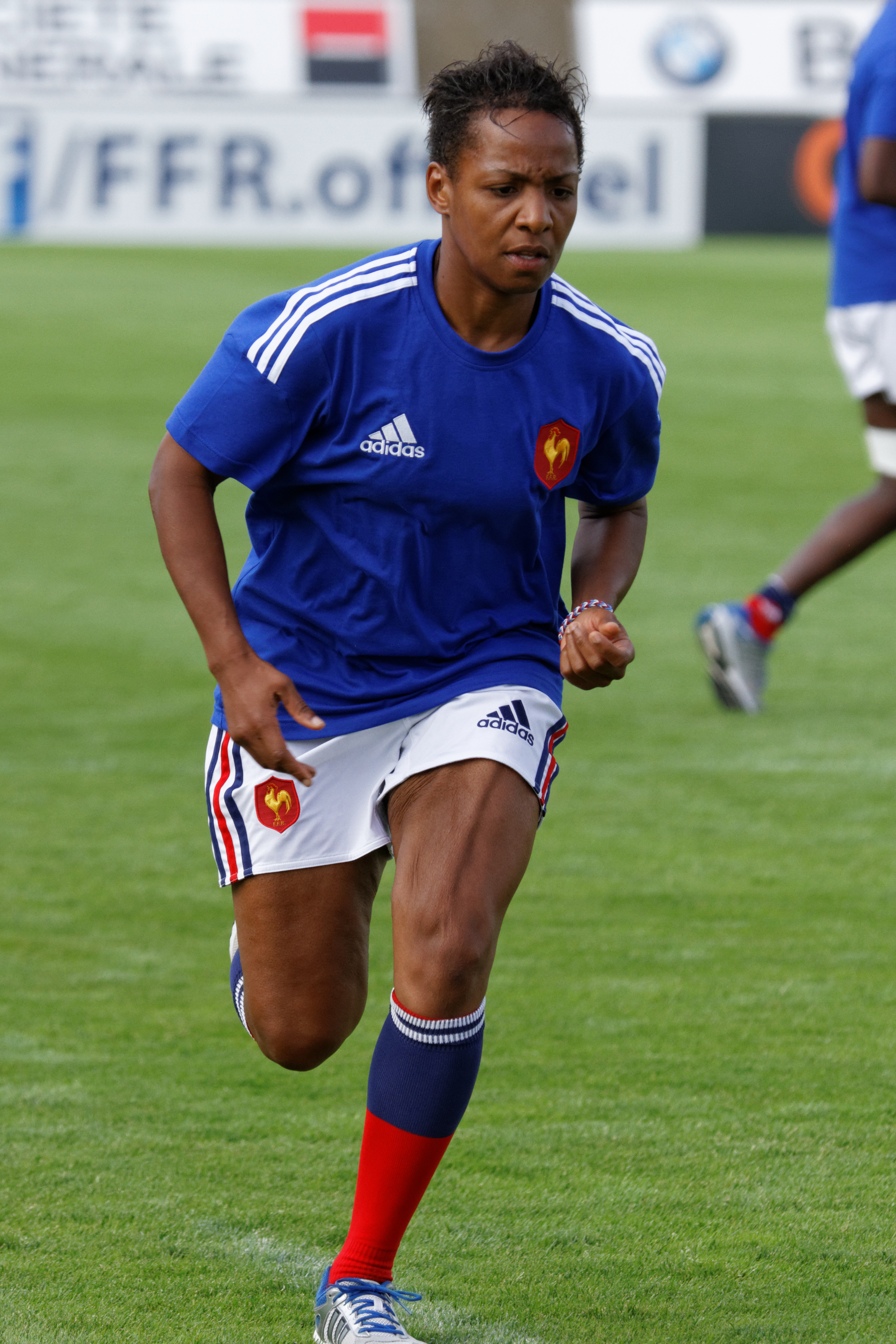